# 諾戈 (密蘇里州)
諾戈（英語：Nogo）是位於美國密蘇里州格林縣的鬼鎮。

## 歷史
諾戈的郵局於1896年設立，其後於1907年停運。

## 地理
諾戈所處的海拔為高於海平面431米（即1414英呎），而該地所採用的時區為UTC-6，即北美中部時區（CST）。同時該地設有夏令時間，為UTC-6調快一小時，即UTC-5（CDT）。